# El Sagrario (parroquia de Cuenca)
El Sagrario  es una de las 15 parroquias urbanas de Cuenca, provincia del Azuay, Ecuador. La parroquia tiene una altitud media de 2634 m s. n. m., con un clima templado. Se encuentra ubicada en el centro histórico de esta ciudad. Llamada así en honor al Santo Sagrario, el sagrario o tabernáculo es el espacio en donde se guarda la agrada hostia en los templos.

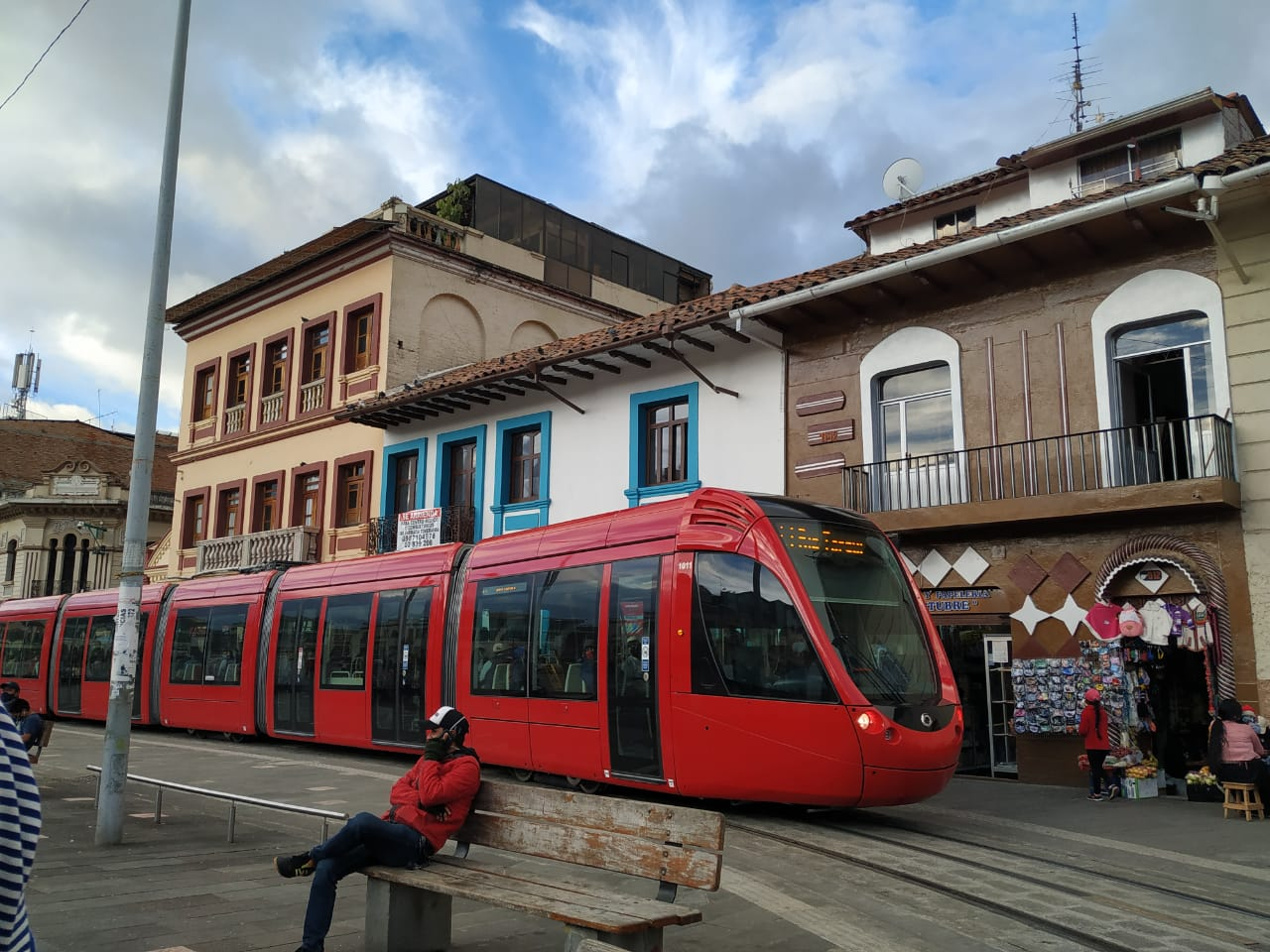
Tranvía frente al mercado 9 de Octubre

La parroquia El Sagrario, está delimitada de la siguiente manera: Parte desde el cruce de la vereda de la calle Benigno Malo con la vereda de la calle Vega Muñoz en sentido este hasta hallarse con la vereda oeste de la calle Tomás Ordóñez, baja por la vereda oeste de la calle Tomás Ordóñez hasta la bajada de Todos Santos, sigue por la bajada de Todos Santos hasta el cruce con la orilla norte del Río Tomebamba, más arriba por la misma orilla hasta el Puente del Centenario, continúa hacia el norte por la vereda este de la calle Benigno Malo hasta la unión con la vereda sur de la calle Vega Muñoz.

## Datos históricos
Desde sus inicios la parroquia El Sagrario de Cuenca mantiene trascendencia e historia en varios lugares de la misma, ya sea por religión o comercio, entre ellos se encuentra el barrio de María Auxiliadora, que se remonta a los años 60 del siglo XX; pero que en el año de 1983, con la llegada de los Salesianos a Cuenca, se lo denominó El Barrio de los Salesianos, para después tomar el nombre de María Auxiliadora, debido a la iglesia ubicada en este sector.
El Sagrario destaca no solo por la devoción religiosa de sus moradores si no también por el amplio comercio que, igualmente, en ella se desarrolla en sitios, como el Mercado 9 de Octubre, que fue construido a principios de los años 30. Igualmente en la Plaza Rotary con más de 60 años de funcionamiento y que fue remodelada en 2009 para obtener una mejor organización.
La parroquia del Sagrario pertenece al centro histórico de Cuenca, lo que le lleva a pertenecer a las 224 hectáreas que fueron declaradas Patrimonio de la Humanidad por la UNESCO en el año de 1999. Al igual que el resto del centro histórico de la ciudad, el Sagrario también se caracteriza por su intrínseca mezcla de lo que constituyen las ciudades y culturas de América hispana en su urbanidad, así como su subsistencia de una ciudad con apariencia colonial.
Forma parte también de esta parroquia el Cementerio Patrimonial de Cuenca, construido el año 1862 y declarado patrimonio de la nación en 2002.

## Lugares turísticos
La parroquia de El Sagrario cuenta con varios lugares turísticos, entre ellos:

### Plaza Rotary

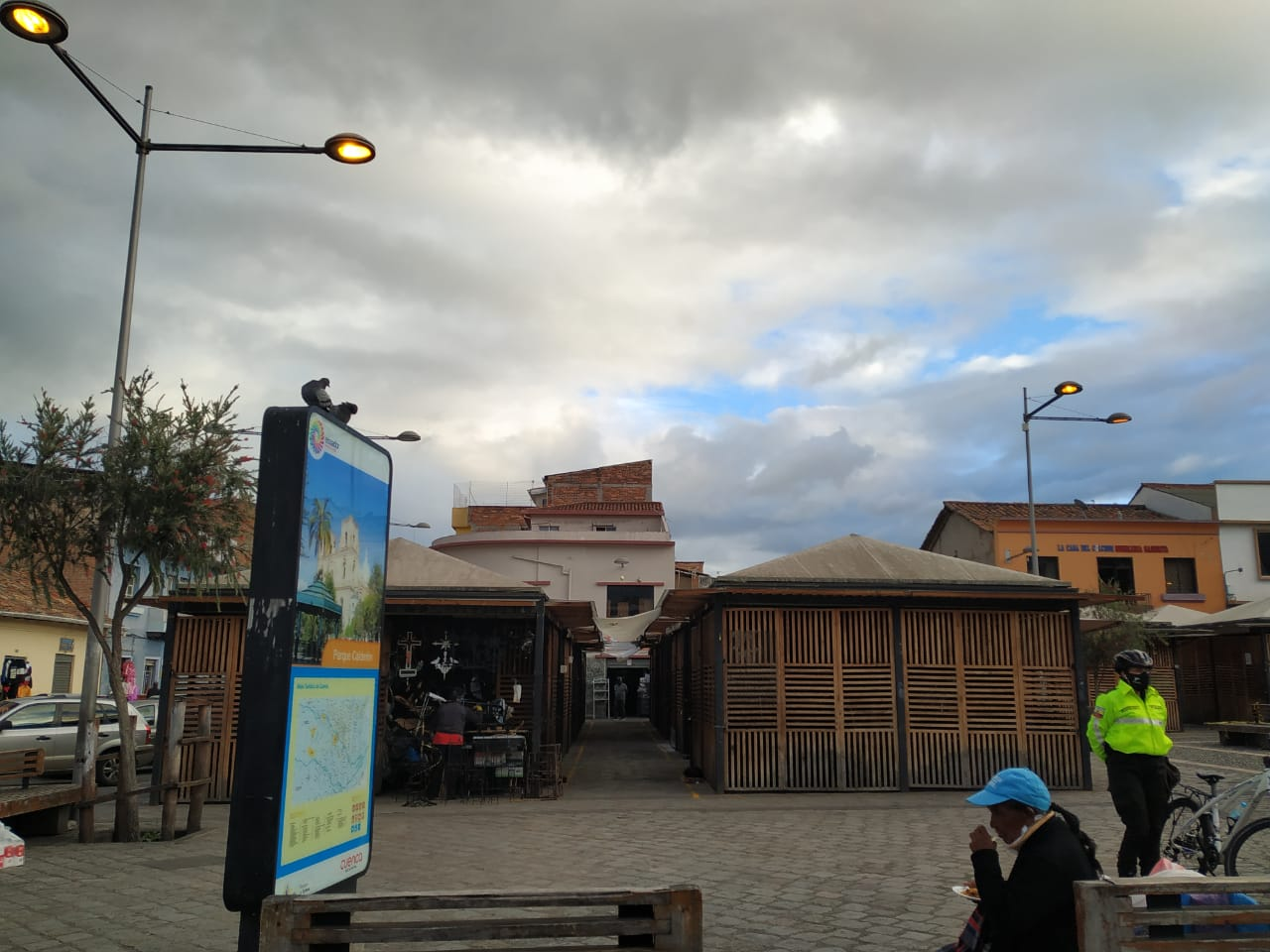
Plaza Rotary

La plaza Rotary, se halla ubicada entre las calles Sangurima y Vargas Machuca. Es un mercado al aire libre donde artesanos azuayos se dedican a la venta de varios productos hechos a mano como: artesanías, muebles de madera, entre otros.

### Plaza María Auxiliadora
La ubicación de la Plaza María Auxiliadora es conocida como el barrio del padre Carlos Crespi, ya que aquel sacerdote hizo destacadas obras en este barrio, entre ellas los colegios o instituciones educativas que edificó, como el colegio Técnico Salesiano, el colegio Agronómico Salesiano, la escuela Cornelio Merchán y un cine, siendo este el más innovador de la época.
Actualmente la plaza y el parque llamado María Auxiliadora, son espacios de encuentro para la población de Cuenca, personas de todas las edades disfrutan de sus espacios de descanso, como sus bancas alrededor del monumento al padre Carlos Crespi. Por lo general las personas que transitan por este espacio son en su mayoría jóvenes debido a los centros educativos que se encuentran cerca. También se puede apreciar una gran variedad de emprendedores ofreciendo sus productos al público que acude.

### Museo Municipal Casa del Sombrero
Este museo se encuentra situado dentro de la parroquia El Sagrario, entre las calles Rafael María Arizaga y Luis Cordero. Es uno de los pocos que se dedica a mostrar las artesanías que representan a la clase popular de la ciudad de Cuenca, contando con productos elaborados en paja toquilla. Funciona en una edificación emblemática de la parroquia, ya que en este lugar existió antes una de las primeras fábricas de sombreros en la ciudad. Aparte de ser lugar de exposición de artesanías elaboradas en tejido de paja toquilla, se dictan también clases gratuitas para la confección de dichas artesanías, dictadas por tejedoras expertas.
La vieja casona construida entre los años de 1880 y 1890 forma parte del programa Espacio de la Memoria, del plan de Salvaguardia del Tejido Nacional del Sombrero, iniciando por ocho entidades estatales para incentivar esta área artesanal.
El museo se encuentra establecido por una espacio de presentación con productos elaborados por los estudiantes de los debidos talleres; una sala exhibiendo las historia de la paja toquilla, y una sala de ventas, más las fotografías con el proceso completo de elaboración de aquellos sombreros.
Tras la historia conocida de creación del museo, una familia de apellido Delgado habría dado inicio a su construcción, hoy se encuentra restaurado por el Municipio de Cuenca, con una inversión sobre los 1'200.000 dólares.

## Religión

### Iglesia María Auxiliadora

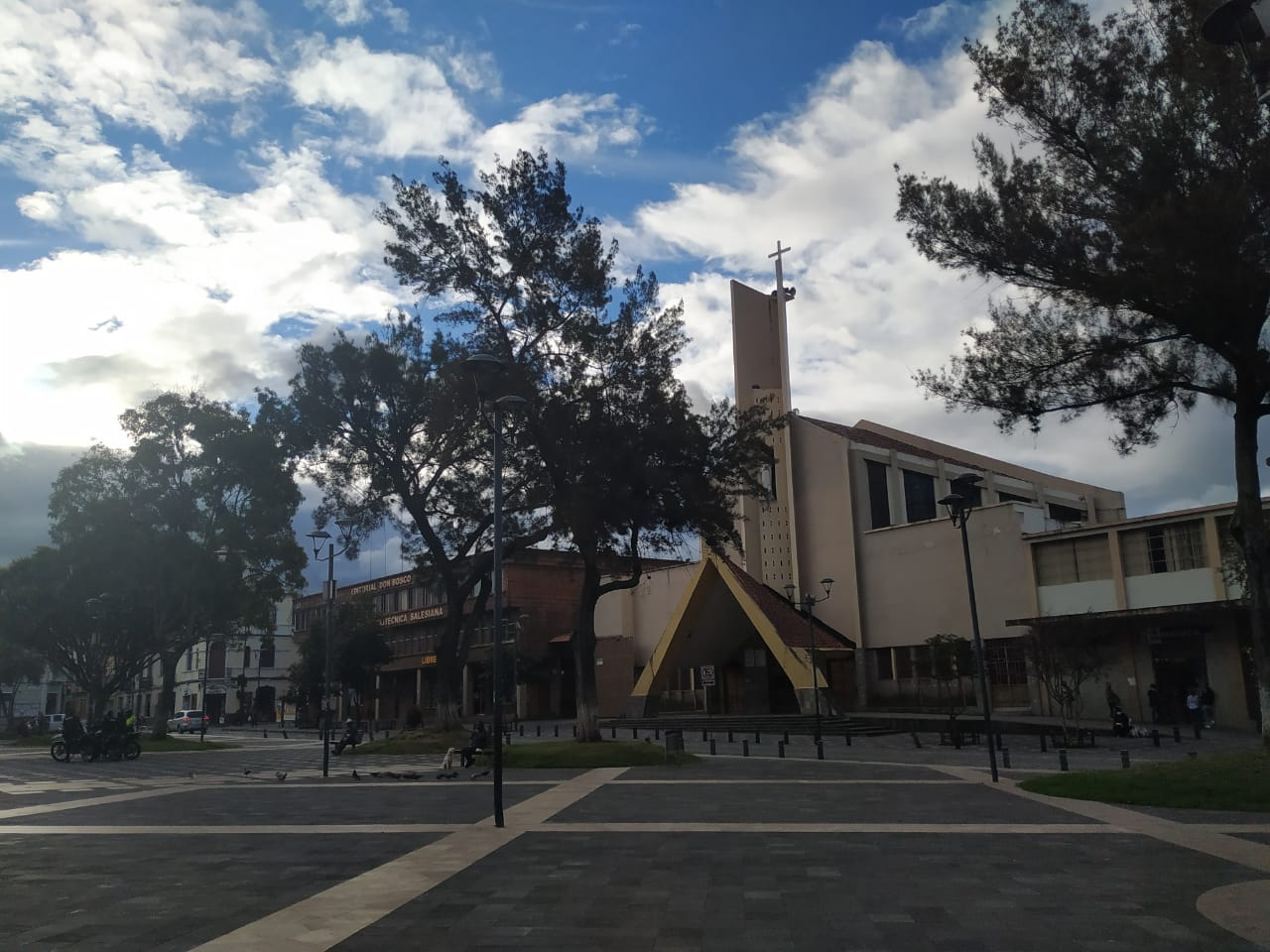
Iglesia de María Auxiliadora

El 8 de diciembre de 1950, fue dispuesta por el Santo Padre Pío y por papa Pío XII, la coronación canónica de la imagen de María Auxiliadora de Cuenca, venerada por la Iglesia Salesiana. Entre las tradiciones más arraigadas de los habitantes de Cuenca existe aquella de que cada año, en la víspera del día 24 de mayo se lleva a cabo la procesión denominada La Marcha de la Fe, en honor a la Santísima Virgen María trasladando, en dicha procesión, a la imagen de María Auxiliadora desde su iglesia homónima, lugar de su permanencia habitual, hasta la Iglesia Salesiana de Cuenca. La iglesia María Auxiliadora se encuentra ubicada en la calle Padre Aguirre 1370.

### Iglesia Católica Cristo Rey de Cullca
La Iglesia Cristo Rey de Cullca se halla edificada entre las calles Luis Cordero y Eugenio Espejo, en la colina de Cullca, lugar desde donde se divisa ampliamente Cuenca. Fue construida en 1932 con apoyo económico del pueblo católico de la ciudad, está constituida en su totalidad en ladrillo de obra, la planta actual de la iglesia es una cruz de tres brazos largos y uno corto en donde se encuentra el acceso a la misma. Esta forma peculiar es el resultado de que su nave principal se destruyera en un terremoto que afectó a la región sur del país en 1970.

## Gastronomía

### Barrio María Auxiliadora

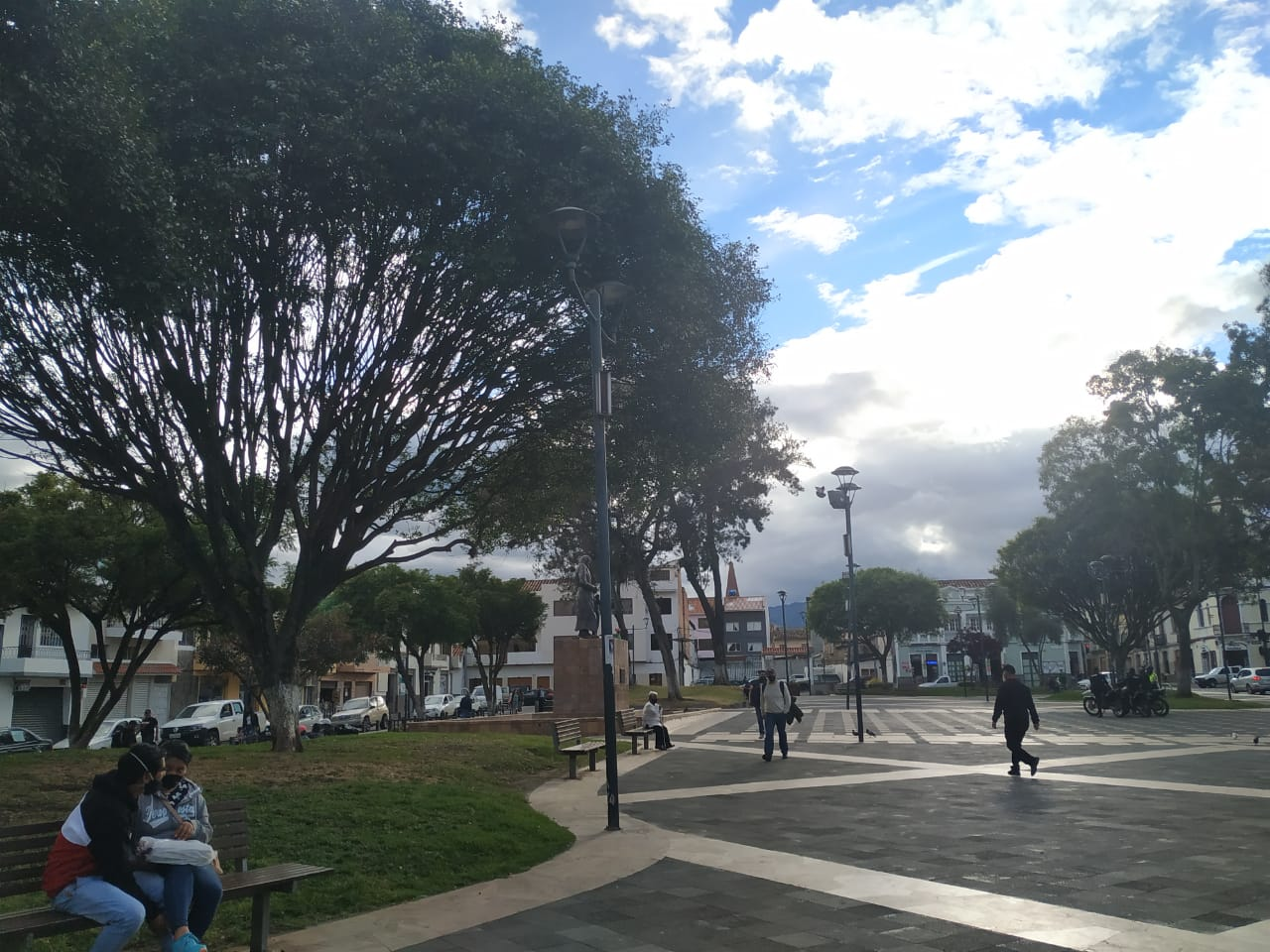
Plaza María Auxiliadora

En el barrio María Auxiliadora se encuentran algunos sitios de comida tradicional, como las papas con cuero; las empanadas de viento; la fritada con mote, considerados platos típicos de la zona.

### Mercado 9 de Octubre

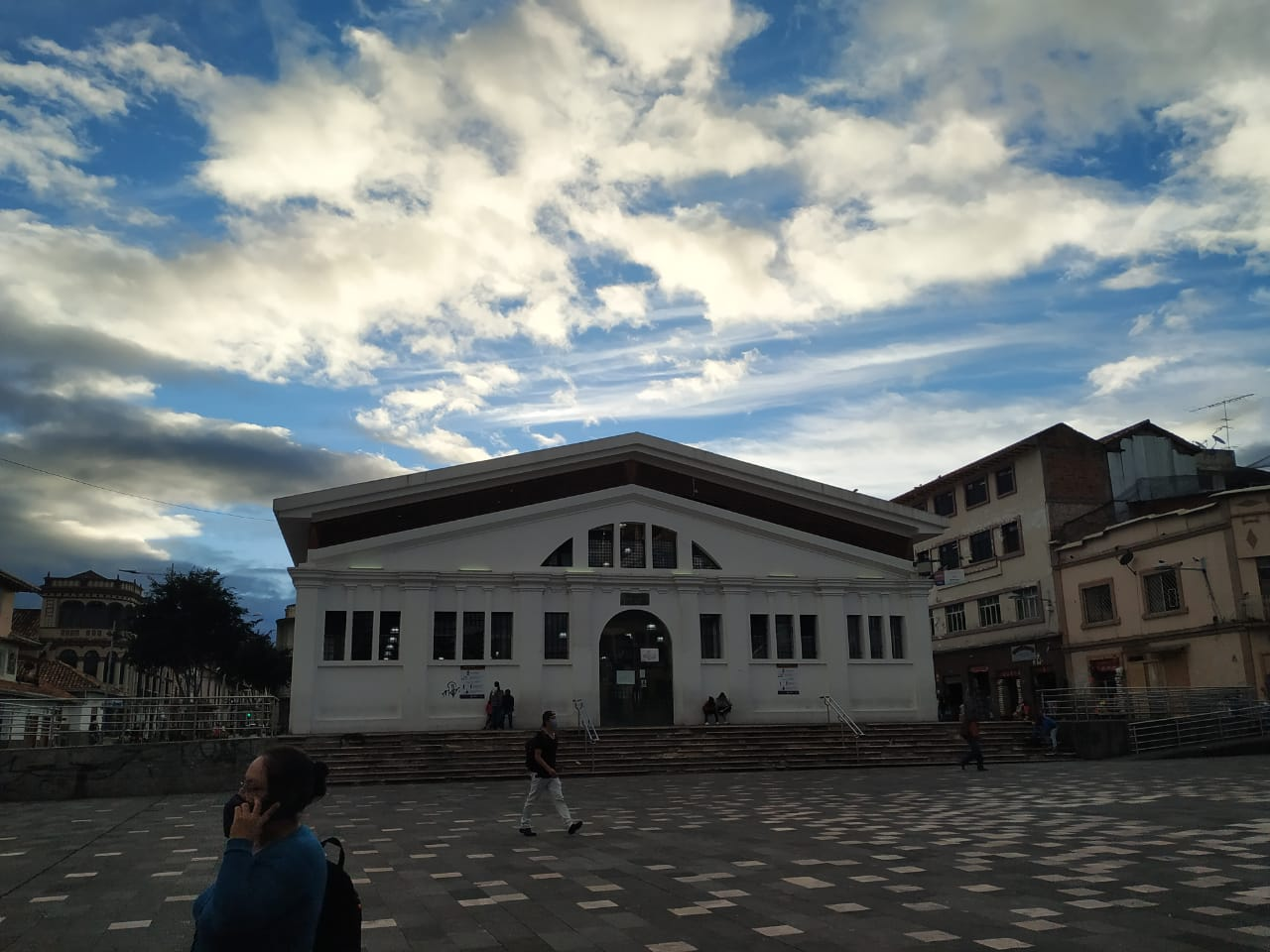
Mercado 9 de Octubre

El Mercado 9 de Octubre situado entre las calles Mariscal Lamar y Hermano Miguel, recoge rasgos peculiares arquitectónicos de la época colonial de Cuenca; siendo el lugar donde, principalmente, se comercializan variedad de artesanías y platos típicos de la ciudad.

## Cementerio Municipal de Cuenca
El Cementerio Municipal está ubicado en la avenida González Suárez. Construido en 1862, el 23 de septiembre de 2002 fue declarado Patrimonio Cultural de la Nación.
Es uno de los lugares representativos de Cuenca. En época del Tahuantinsuyo, en el sitio donde hoy se encuentra construido, se realizaban ceremonias relacionadas al culto de los muertos.
El Cementerio Municipal de Cuenca no se encontraba ubicado en el lugar actual, la historia nos da a conocer que en la época de la colonia estaba situado en la edificación donde funcionó la Escuela Central. En el año 1816 Cuenca presentó un crecimiento muy considerable estableciendo 135 manzanas urbanas, sin tener un cementerio o panteón.
En 1880 se encuentra por primera vez en el plano de Cuenca la ubicación del cementerio al que solo se podía llegar a pie o en carrozas, al pasar los años en 1920 el cementerio se lo observaba ya en la parte urbana de la ciudad; al inicio de 1930 el Concejo Municipal de Cuenca reserva el lugar necesario para la construcción de un mausoleo municipal, donde se pueda depositar los restos de los personajes ilustres de Cuenca, sin embargo se logrará trasladarlo a este nuevo lugar en los años 70.
Según datos de la EMUCE, el Concejo Municipal de Cuenca decretó en 1932, que dentro del terreno actual se reserva el espacio para la construcción de un mausoleo municipal como sitio especialmente designado para enterrar los restos mortales de personajes ilustres de Cuenca.